# کارل وستریرن
کارل وستریرن (به سوئدی: Carl Westergren) ورزشکار مرد رشتهٔ کشتی اهل کشور سوئد است. وی در بین سال‌های ‎۱۹۲۰ تا ۱۹۳۲ میلادی در مسابقات بازی‌های المپیک تابستانی در مجموع ۳ مدال طلا را کسب کرد.